# برت فوا
برت فوا (انگلیسی: Barrett Foa؛ زادهٔ ۱۸ سپتامبر ۱۹۷۷) هنرپیشه اهل ایالات متحده آمریکا است. وی از سال ۲۰۰۱ میلادی تاکنون مشغول فعالیت بوده‌است.
از فیلم‌ها یا برنامه‌های تلویزیونی که وی در آن نقش داشته‌است می‌توان به ان‌سی‌آی‌اس، ان‌سی‌آی‌اس: لس آنجلس اشاره کرد.